# Grodzisko (osada w powiecie gostyńskim)
Grodzisko – osada w Polsce położona w województwie wielkopolskim, w powiecie gostyńskim, w gminie Poniec.
Wieś jest siedzibą sołectwa Grodzisko w którego skład wchodzi także miejscowość Maciejewo.
W latach 1975–1998 miejscowość należała administracyjnie do województwa leszczyńskiego.
Zobacz też: Grodzisko, Grodzisko Dolne, Grodzisko Górne, Grodzisko Nowe